# Eleição municipal de Rio das Ostras em 2024
A eleição municipal da cidade de Rio das Ostras em 2024 ocorreu no dia 6 de outubro com o objetivo de eleger um prefeito, um vice-prefeito e 13 vereadores responsáveis pela administração da cidade no mandato a se iniciar em 1° de janeiro de 2025 e com término em 31 de dezembro de 2028. Como o município não possui 200 mil eleitores, a disputa foi realizada em turno único.
A campanha eleitoral contou com a participação de 5 candidatos a prefeito. O prefeito titular no momento da eleição era Marcelino da Farmácia, eleito em 2020 pelo PV, não esteve apto para disputar a reeleição por estar em seu segundo mandato seguido. Carlos Augusto, candidato pelo PL, foi eleito com 36.094 votos (52,33% dos votos válidos), seguido de Maurício BM, do UNIÃO, que obteve 25.259 votos (35,82%). Pela Câmara Municipal, Rodrigo da Aposentadoria, do PDT, foi o vereador mais votado da cidade, com 1.874 votos (2,58% dos votos válidos); os partidos que mais obtiveram cadeiras na câmara legislativa foram MDB, PL e UNIÃO, com três cada.

## Calendário eleitoral
| Início        | Fim           | Atividades | Status    |
| ------------- | ------------- | --- | --------- |
| 7 de março    | 5 de abril    | Janela partidária para vereadores trocarem de partido visando concorrer às eleições sem perder o mandato. | Realizado |
| 6 de abril    | 6 de abril    | Data-limite para todas as legendas e federações partidárias obterem o registro dos estatutos no TSE e para todos os candidatos terem domicílio eleitoral na circunscrição em que desejam disputar as eleições com a filiação deferida pelo partido. | Realizado |
| 15 de maio    | 15 de maio    | Início da campanha de arrecadação prévia de recursos na modalidade de financiamento coletivo para pré-candidatos, sem realização de pedidos de voto e obedecendo a regras relativas à propaganda eleitoral na Internet.                             | Realizado |
| 20 de julho   | 5 de agosto   | Realização de convenções partidárias para deliberar sobre coligações e escolher candidatos às prefeituras e aos cargos de vereador. Os partidos têm até 15 de agosto para registrar os nomes na Justiça Eleitoral.                                  | Realizado |
| 16 de agosto  | 16 de agosto  | Início das campanhas eleitorais de forma igualitária, podendo qualquer publicidade ou manifestação com pedido explícito de voto antes da data ser considerada irregular e multada.                                                                  | Realizado |
| 30 de agosto  | 3 de outubro  | Veiculação da propaganda eleitoral gratuita no rádio e na televisão. | Realizado |
| 6 de outubro  | 6 de outubro  | Realização do primeiro turno das eleições municipais. | Realizado |
| 11 de outubro | 25 de outubro | Veiculação da propaganda eleitoral gratuita no rádio e na televisão para o segundo turno. | Realizado |
| 27 de outubro | 27 de outubro | Realização de um eventual segundo turno nas cidades com mais de 200 mil eleitores em que o candidato a prefeito mais votado não tenha atingido a metade mais um dos votos válidos.                                                                  | Realizado |

## Candidatos à prefeitura
| Nº | Prefeito(a)  | Prefeito(a)         | Prefeito(a)         | Prefeito(a)                                                                                              | Vice-prefeito(a) | Vice-prefeito(a) | Vice-prefeito(a)     | Vice-prefeito(a)              | Vice-prefeito(a)                                                     | Coligação | Ref.         |
| Nº | Candidato(a) | Candidato(a)        | Partido Federação   | Cargos relevantes                                                                                        | Candidato(a)     | Candidato(a)     | Candidato(a)         | Partido Federação             | Cargos relevantes                                                    | Coligação | Ref.         |
| -- | ------------ | ------------------- | ------------------- | --- | ---------------- | ---------------- | -------------------- | ----------------------------- | -------------------------------------------------------------------- | --- | ------------ |
| 10 |              | Misaías Machado     | Republicanos        | - Vereador de Rio das Ostras (2013–2021)                                                                 |                  |                  | Dra. Heloisa Peixoto | Republicanos                  | - Advogada; - Líder da Comissão da Mulher da OAB de Rio das Ostras   | Acredita, Dá Pra Mudar - Republicanos - Agir                                                                 | [ 7 ]        |
| 13 |              | Kátia Macillo do PT | PT FE Brasil        | - Gerente                                                                                                |                  |                  | Luiz Amaral          | PV FE Brasil                  | - Fotógrafo                                                          | Sem coligação                                                                                                | [ 8 ]        |
| 22 |              | Carlos Augusto      | PL                  | - Vereador de Rio das Ostras (1993–2005; 2021–2024); - Prefeito de Rio das Ostras (2005–2013; 2017–2018) |                  |                  | Dr. Fábio Simões     | MDB                           | - Vereador de Rio das Ostras (2017–2021)                             | Rio das Ostras Feliz de Novo - PL - MDB - PSD - PP - PDT - Avante - DC - PRD                                 | [ 8 ] [ 9 ]  |
| 44 |              | Maurício BM         | UNIÃO               | - Presidente da Câmara dos Vereadores de Rio das Ostras (2021–presente)                                  |                  |                  | Eliara Fialho        | Cidadania Fed. PSDB Cidadania | - Secretária de Assistência Social de Rio das Ostras (2021–presente) | Rio das Ostras Bem Melhor - UNIÃO - Fed. PSDB Cidadania - PODE - Solidariedade - PSB - MOBILIZA - PMB - NOVO | [ 8 ] [ 10 ] |
| 50 |              | Professor Luciano   | PSOL Fed. PSOL REDE | - Professor de Ensino Médio                                                                              |                  |                  | Natalhia Rodrigues   | PSOL Fed. PSOL REDE           | - Professora de Ensino Médio                                         | Sem coligação                                                                                                | [ 8 ]        |

## Pesquisas eleitorais
As pesquisas buscam analisar como seria o resultado da eleição se ela ocorresse no dia em que os dados dos entrevistados foram coletados, não tendo como objetivo pela porcentagem de confiança, prever o resultado final da eleição.
| Fonte            | Data(s) conduzidas | Amostragem  | Augusto PL                            | BM UNIÃO                              | Machado Republicanos                  | Macillo PT                            | Luciano PSOL                          | Outros                                | Abst. Indec.                          | Vantagem                              | Ref.                                  |    |    |    |   |     |    |        |
| ---------------- | ------------------ | ----------- | ------------------------------------- | ------------------------------------- | ------------------------------------- | ------------------------------------- | ------------------------------------- | ------------------------------------- | ------------------------------------- | ------------------------------------- | ------------------------------------- | -- | -- | -- | - | --- | -- | ------ |
| Fonte            | Data(s) conduzidas | Amostragem  | Intelligence                          | 16-17/Set/2024                        | 600                                   | 33%                                   | 29%                                   | Outros                                | Abst. Indec.                          | Vantagem                              | Ref.                                  | 4% | 1% | 1% | – | 22% | 4% | [ 11 ] |
| 42%              | 35%                | 6%          | Intelligence                          | 16-17/Set/2024                        | 600                                   | 2%                                    | 1%                                    | –                                     | 10%                                   | 7%                                    |                                       |    |    |    |   |     |    | [ 11 ] |
| Paraná Pesquisas | 9-12/Set/2024      | 680         | 30,4%                                 | 9,6%                                  | 2,5%                                  | 0,6%                                  | 0,4%                                  | 0,3%                                  | 56,2%                                 | 20,8%                                 | [ 12 ]                                |    |    |    |   |     |    |        |
| Paraná Pesquisas | 9-12/Set/2024      | 680         | 49%                                   | 20,9%                                 | 5,9%                                  | 4,3%                                  | 3,7%                                  | –                                     | 16,3%                                 | 19,1%                                 | [ 12 ]                                |    |    |    |   |     |    |        |
| Intelligence     | 22-23/Jul/2024     | 600         | 19%                                   | 15,5%                                 | –                                     | 1%                                    | 1%                                    | –                                     | 63,5%                                 | 3,5%                                  | [ 13 ]                                |    |    |    |   |     |    |        |
| Intelligence     | 22-23/Jul/2024     | 600         | 31%                                   | 25%                                   | 1%                                    | 2%                                    | 2%                                    | –                                     | 39%                                   | 6%                                    | [ 13 ]                                |    |    |    |   |     |    |        |
| 26/Abr/2024      | 26/Abr/2024        | 26/Abr/2024 | Maurício BM filia-se ao União Brasil. | Maurício BM filia-se ao União Brasil. | Maurício BM filia-se ao União Brasil. | Maurício BM filia-se ao União Brasil. | Maurício BM filia-se ao União Brasil. | Maurício BM filia-se ao União Brasil. | Maurício BM filia-se ao União Brasil. | Maurício BM filia-se ao União Brasil. | Maurício BM filia-se ao União Brasil. |    |    |    |   |     |    |        |
| Fonte            | Data(s) conduzidas | Amostragem  | Augusto PL                            | BM PV                                 | Machado Republicanos                  | Poggian Sem partido                   | Luizinho PT                           | Outros                                | Abst. Indec.                          | Vantagem                              | Ref.                                  |    |    |    |   |     |    |        |
| Fonte            | Data(s) conduzidas | Amostragem  |                                       |                                       |                                       |                                       |                                       | Outros                                | Abst. Indec.                          | Vantagem                              | Ref.                                  |    |    |    |   |     |    |        |
| Paraná Pesquisas | 27/Mar-1/Abr/2024  | 680         | 14,3%                                 | 4%                                    | 0,4%                                  | 0,1%                                  | 0,1%                                  | 0,9%                                  | 79,1%                                 | 10,3%                                 | [ 15 ]                                |    |    |    |   |     |    |        |
| Paraná Pesquisas | 27/Mar-1/Abr/2024  | 680         | 50%                                   | 14,1%                                 | 4%                                    | 3,4%                                  | 3,2%                                  | 1,6%                                  | 23,6%                                 | 35,9%                                 | [ 15 ]                                |    |    |    |   |     |    |        |
| Paraná Pesquisas | 27/Mar-1/Abr/2024  | 680         | 53,1%                                 | 16%                                   | 5,6%                                  | –                                     | –                                     | –                                     | 25,3%                                 | 37,1%                                 | [ 15 ]                                |    |    |    |   |     |    |        |

## Resultados da eleição

### Prefeito
| Candidato(a) a prefeito  | Candidato(a) a prefeito        | Candidato(a) a vice-prefeito        | Primeiro turno 6 de outubro de 2024 | Primeiro turno 6 de outubro de 2024 |
| Candidato(a) a prefeito  | Candidato(a) a prefeito        | Candidato(a) a vice-prefeito        | Total                               | Percentagem                         |
| ------------------------ | ------------------------------ | ----------------------------------- | ----------------------------------- | ----------------------------------- |
|                          | Carlos Augusto (PL)            | Dr. Fábio Simões (MDB)              | 36.904                              | 52,33%                              |
|                          | Maurício BM (UNIÃO)            | Eliara Fialho (Cidadania)           | 25.259                              | 35,82%                              |
|                          | Misaías Machado (Republicanos) | Dra. Heloisa Peixoto (Republicanos) | 3.936                               | 5,58%                               |
|                          | Kátia Macillo do PT (PT)       | Luiz Amaral (PV)                    | 2.339                               | 3,32%                               |
|                          | Professor Luciano (PSOL)       | Natália Rodrigues (PSOL)            | 2.080                               | 2,95%                               |
| Total de votos válidos   | Total de votos válidos         | Total de votos válidos              | 77.210                              | 77.210                              |
| Votos apurados           |                                |                                     |                                     |                                     |
| Votos válidos            | Votos válidos                  | Votos válidos                       | 70.518                              | 91,33%                              |
| Votos em branco          | Votos em branco                | Votos em branco                     | 2.689                               | 3,48%                               |
| Votos nulos              | Votos nulos                    | Votos nulos                         | 4.003                               | 5,18%                               |
| Total de votos apurados  | Total de votos apurados        | Total de votos apurados             | 77.210                              | 77.210                              |
| Eleitores                |                                |                                     |                                     |                                     |
| Comparecimentos          | Comparecimentos                | Comparecimentos                     | 77.210                              | 76,07%                              |
| Abstenções               | Abstenções                     | Abstenções                          | 24.294                              | 23,93%                              |
| Total de eleitores aptos | Total de eleitores aptos       | Total de eleitores aptos            | 101.504                             | 101.504                             |
| Total de seções: 287     |                                |                                     |                                     |                                     |
| Fonte: TSE               |                                |                                     |                                     |                                     |

### Vereadores eleitos
| Candidato | Candidato                | Partido       | Votos | %     |
| --------- | ------------------------ | ------------- | ----- | ----- |
|           | Rodrigo da Aposentadoria | PDT           | 1.874 | 2,58% |
|           | Neco da Saúde            | PP            | 1.718 | 2,36% |
|           | Léo Tatá                 | UNIÃO         | 1.600 | 2,20% |
|           | Uderlan Hespanhol        | UNIÃO         | 1.549 | 2,13% |
|           | Marciel                  | PL            | 1.463 | 2,01% |
|           | Neizinho                 | PODE          | 1.419 | 1,95% |
|           | Robinho                  | MDB           | 1.357 | 1,87% |
|           | Betinho                  | UNIÃO         | 1.342 | 1,85% |
|           | Pastor Ronald            | PL            | 1.295 | 1,78% |
|           | São Carlos               | Solidariedade | 1.216 | 1,67% |
|           | Tiaguinho                | Cidadania     | 1.112 | 1,53% |
|           | Claudio da Farmácia      | MDB           | 1.086 | 1,49% |
|           | Leandro Almeida          | MDB           | 1.014 | 1,39% |
|           | Braga                    | PL            | 991   | 1,36% |
|           | Rapha Ulrick             | PP            | 981   | 1,35% |